# Maltecora
Maltecora là một chi nhện trong họ Salticidae.